# Phare de Portland Bill High
Le phare de Portland Bill High  (maintenant en anglais : Old Higher Lighthouse) est un phare désaffecté situé sur Portland Bill (en), une péninsule à l'extrémité sud de l'Île de Portland, dans le comté du Dorset en Angleterre.
Ce phare fut géré par la Trinity House Lighthouse Service de Londres, l'organisation de l'aide maritime des côtes de l'Angleterre.
Il est maintenant protégé en tant que monument classé du Royaume-Uni de Grade II depuis 1978 .

## Histoire
La côte environnante de Portland, à savoir Portland Bill et Chesil Beach (en), a été connu à cause des nombreux navires qui ont fait naufrage au cours des siècles. Après des années de pétitions locales à Trinity House, celle-ci a reconnu la nécessité d'un phare sur cette péninsule. Le roi George Ier a accordé une patente à Trinity House en 1716 pour sa construction.
Deux phares ont été construits sur Portland Bill, celui-ci à Branscombe Hill, et l'autre, le Old Low Lighthouse, sur un terrain en-dessous. Les deux phares ont été mis en service le 29 septembre 1716. En 1788, Trinity House avait installé des lampes de type Argand dans le phare qui fut le premier d'Angleterre à en être équipé. En 1869, les deux phares ont été reconstruits.
Au début du XXe siècle, Trinity House a proposé les plans d'un nouveau phare à Bill Point, pour remplacer les deux phares actuels. Le nouveau phare, le phare de Portland Bill a été achevé en 1905. À sa mise en service, les deux phares d'origine ont été mis en vente aux enchères.
En 1923, le phare a été acheté par le médecin, pionnier du contrôle des naissances et la fondatrice du Portland Museum, Marie Stopes, comme résidence d'été. Pendant la Seconde Guerre mondiale le Royal Observer Corps (en), une organisation de défense civile, a utilisé la tour du phare comme tour d'observation. Au début des années 1960, le phare fut transformé en restaurant.
Les derniers propriétaires ont acheté le phare en 1981 et ont rénové l'ensemble de la propriété. Le magasin à paraffine du phare a été converti en une location de vacances. Avec un total de quatre chalets sur le terrain, l'ensemble de la station est disponible en résidences de vacances.
Identifiant : ARLHS : ENG-108.

### Lien connexe
- Liste des phares en Angleterre